# Соколово (Кемеровская область)
Соколово — село в Прокопьевском районе Кемеровской области. Входит в состав Кузбасского сельского поселения.

## География
Центральная часть населённого пункта расположена на высоте 262 метров над уровнем моря.

## Население
По данным Всероссийской переписи населения 2010 года, в селе Соколово проживает 388 человек (181 мужчина, 207 женщин).